# James Barroll Ricaud
James Barroll Ricaud (ur. 11 lutego 1808 w Baltimore, Maryland, zm. 24 stycznia 1866) – amerykański polityk i prawnik. W latach 1855–1859 przez dwie kadencje Kongresu Stanów Zjednoczonych był przedstawicielem drugiego okręgu wyborczego w stanie Maryland w Izbie Reprezentantów Stanów Zjednoczonych.